# AGM-62 鼓眼魚
AGM-62 鼓眼魚（英語：AGM-62 Walleye）是一種無動力滑翔炸彈，也是第一種投入實戰的電視影像導引空對地武器。其能在敵方防空火力威脅範圍外投射，以最小的附帶損害打擊目標，功用類似於更先進的聯合直接攻擊彈藥。鼓眼魚在正式生產初期被編號命名歸類為空對地飛彈并不恰當，它應該分類為航空炸彈，另一個編號命名歸類不當例子是 AGM-154 JSOW。現役AGM-65小牛飛彈衍生自鼓眼魚的電視影像導引原理。

## 發展歷史
電視影像導引方式發源地來自加利福尼亞州海軍中國湖武器測試中心（英語：Naval Ordnance Test Station，簡稱NOTS）。武器測試中心工程師諾曼·凱（Norman Kay）在1958年研發出光電映像管攝影機（英語：iconoscope camera），體積和重量比當時電視攝影機大幅減少。「鼓眼魚」開發專案計畫工程師威廉·H·伍德沃斯（William·H·Woodworth）認為可以採用類似瞄準線指令運作模式用攝影機取代人眼，讓攝影機跟隨目標移動，導引炸彈命中目標。戴維·李文斯頓（Dave Livingsto）、傑克·克勞佛（Jack Crawford）、喬治·路易斯（George Lewis）、賴瑞·布朗（Larry Brown）、史蒂夫·布魯格勒（Steve Brugler）、鮑勃·山姆（Bob Sam）、康寧漢（Cunningham）和其他人加入研發計畫。並迅速從海軍取得資金來開發產品，為讓計畫順利完成，專案成員夜以繼日地工作，讓海軍相信這產品是值得投入金錢時間去開發。在短短四年內，採用AIM-9響尾蛇飛彈部分技術和重新開發其它組件比如：研發出世界上第一台無真空管的固體電子元件電視攝影機（英語：solid-state television camera）和第一台零輸入阻抗放大器（英語：zero-input-impedance amplifier）。

## 設計
開發專案計畫工程師配合Mk 80系列炸彈的尺寸規格，鼓眼魚外型大致是四片三角翼結合三節式鋁合金製圓筒，由前至後：前段內是固體電子元件電視攝影機模組，無線電數據鏈路模組，中段內是炸藥戰鬥部、外有四片三角翼，後段是外有四片可動翼面、內有飛行控制模組、氣流渦輪發電機（ Ram Air Turbo-Generator ，簡稱：RATGen)，四片彈翼可拆卸置於滑翔炸彈鋁製儲存運送箱在掛彈時才安裝。彈體（中段）最大直徑固定兩種：0.318和0.457公尺，前、後段彈體直徑、長度和翼展長度隨模組昇級版本有些許差異，但炸彈重量配合海軍戰機的派龍掛架（pylon）控制在1,100公斤為上限。為儲存和操作安全起見不設蓄電電池組件，由炸彈尾端的氣流渦輪發電機模組從戰機起飛時為鼓眼魚滑翔炸彈提供電力。

### 運作原理
法國SS.11反坦克导弹採用瞄準線指令導引系統，射手透過瞄準鏡搜尋目標，確認後，發射飛彈，觀察彈尾發光管軌跡，使用搖桿控制器經電線傳輸指令導向目標，類似操縱遙控飛機。新開發的光電映像管攝影機就是擁有射手瞄準鏡功用。
電視影像導引原理：假設目標是環形靶，靶正中央是實心紅環，飛行員認定紅環為目標，將攝影機瞄準線對準紅環按鈕鎖定出現光點（瞄準點），表示鎖定紅環為目標。投彈後，攝影機影像傳輸到發射平台顯示器，炸彈滑翔中若偏離往某方向，瞄準線也同步顯示偏離光點，飛行控制組件會介入修正航向，讓瞄準線套住光點。飛行員能在30公里甚至80公里外看顯示器，手動操控修正炸彈飛向目標，提高命中率。戰機在規劃的航路、高度飛行，瞄準目標參考點(攻擊目標附近地形、建物)釋放炸彈，戰機在敵防空威脅範圍外盤旋，炸彈前端內電視攝影機尋標器將圖像透過数据链路傳輸到監視器上獲得攻擊目標的清晰圖像，飛行員對攻擊目標設定一個瞄準點，讓「鼓眼魚」繼續自行飛向目標，戰機可以操控修正炸彈直至命中目標，讓鼓眼魚有「射後不理」作戰能力。滑翔炸彈的有效射程和發射平台投射的高度有關，當戰機飛行高度越高，炸彈投射後滑翔距離加大，反之則射程愈近。當雲層濃密妨礙電視攝影機尋標器搜尋目標，戰機需於雲層下飛行或飛近目標增加被擊落風險。後來採用增程型數據鏈路升級版組件，讓飛行員在遠距離或雲層上釋放「鼓眼魚」後，能在炸彈滑翔飛行過程中操縱引導命中目標。

### 綽號暱稱與譯名的由來
「鼓眼魚」是一種北美洲淡水魚類，學名「Sander vitreus」，英語俗名為「Yellow Pike」 或 「Yellow Pickerel」，臺灣翻譯為玻璃梭鱸。Walleye有似玻璃珠般的眼睛，白天時相當顯眼，夜晚有光線照射時則會像貓眼一般發亮。該武器研發初期，導引部的電視攝影機尋標器外有球狀玻璃罩，望之像貓眼或鼓眼魚眼睛，遂有此綽號。研發時期官方賦予編號為「AGM-62 Walleye 」，現有中文相關記載包括中文維基對「AGM-62 Walleye」 翻譯為「AGM-62鼓眼魚飛彈」或「AGM-62角膜白斑飛彈」、「AGM-62白星眼飛彈」。

### 首次測試和編號命名分類
1963年1月29日，飛行員Cdr. J. A. Sickel駕駛YA4B天鷹式攻擊機在海軍中國湖武器測試中心進行「鼓眼魚」首次測試任務 。馬丁·瑪麗埃塔於1966年獲得「鼓眼魚」的生產合約，1967年開始在美國海軍服役（因軍種對立緣故，美國空軍僅少量採用，主要使用美國空軍主導發展的GBU-10 Paveway I雷射導引炸彈 和GBU-8 電視影像導引彈 ）。正式生產後，美國海軍對無動力滑翔導引武器以新編號命名規則分類，原先編號被取消，不列在飛彈編號序列中，生產型AGM-62A改為「Guided Weapon Mk 1 Mod 0」。官方文書紀錄編號稱呼「鼓眼魚」衍生系列型號方式為 Walleye x  Mk x Mod x。

## 戰鬥紀錄

### 越南戰爭

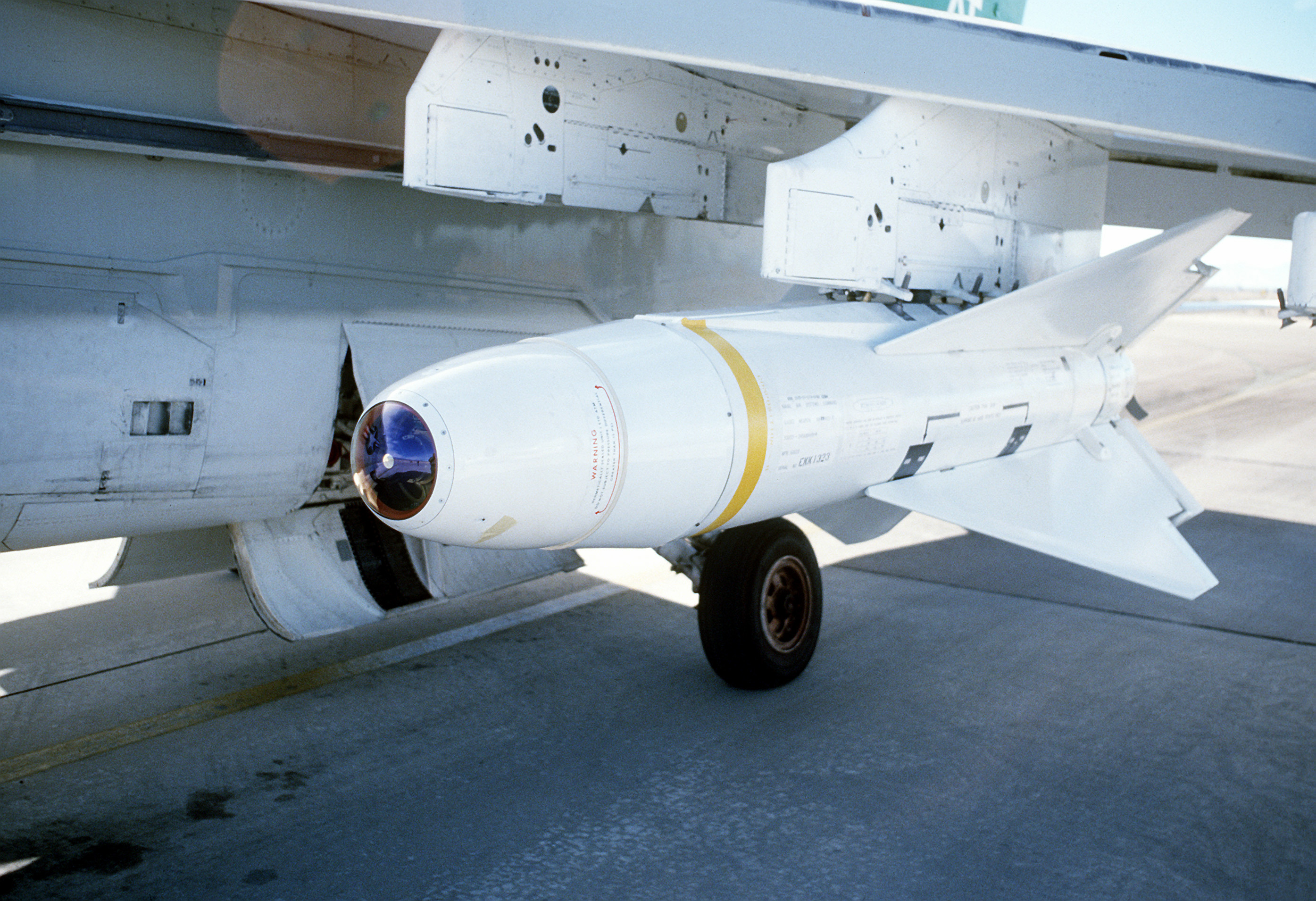
美國海軍第九航空測試與評估中隊A-7C掛載「鼓眼魚」攝於1978年12月1日

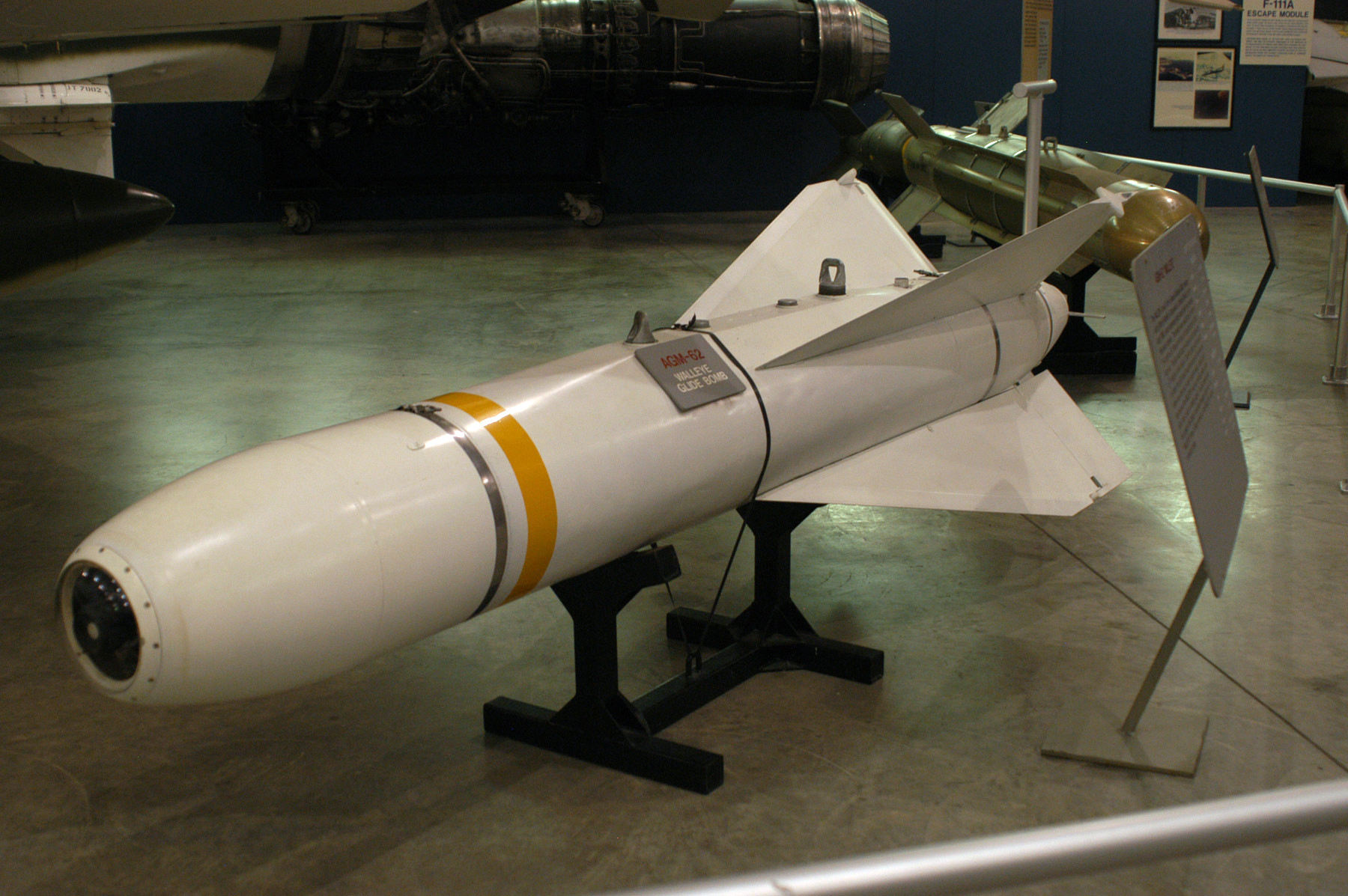
「鼓眼魚」，球形玻璃罩內為電視影像尋標器

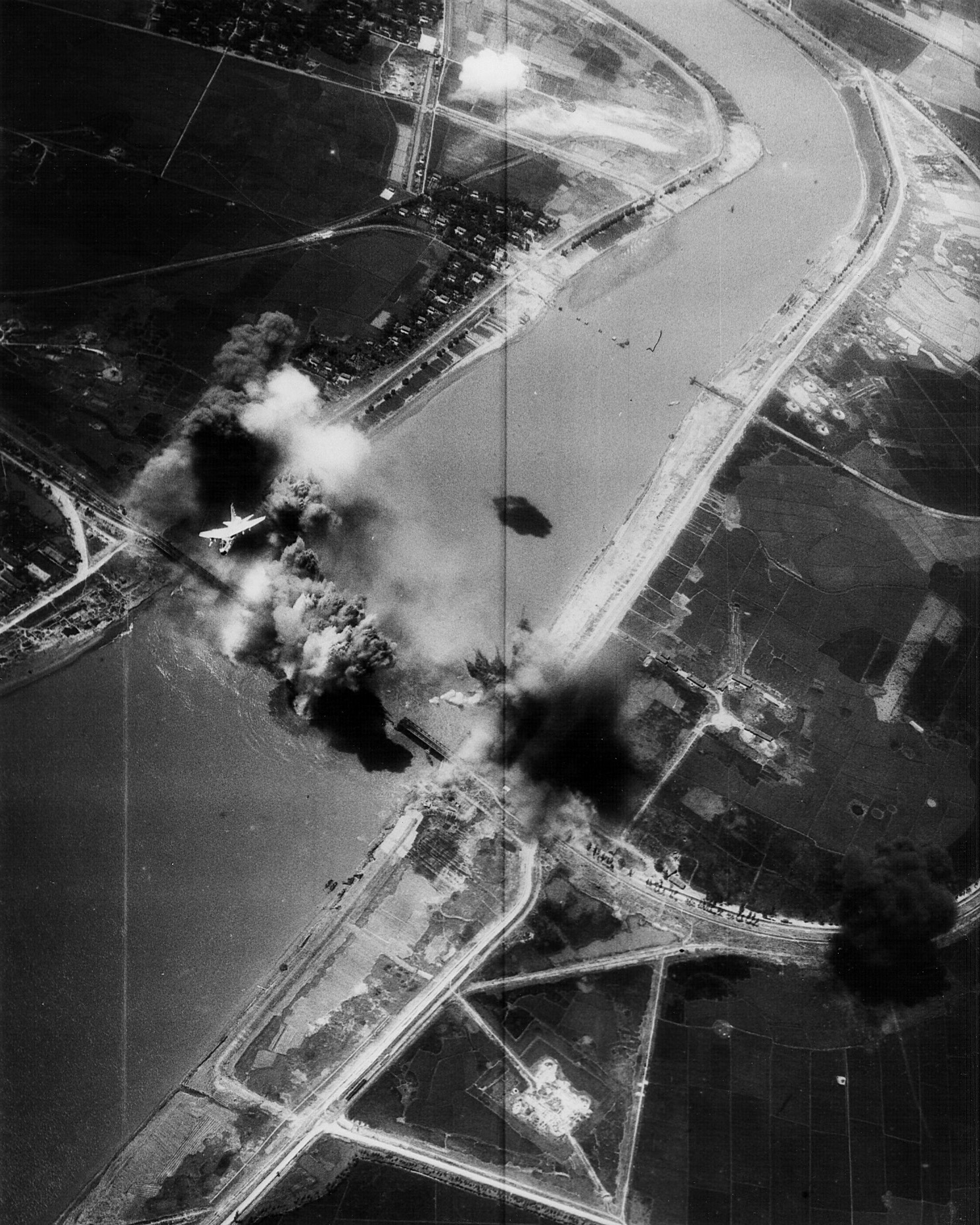
1972年，美國海軍第195攻擊機中隊(VA-195)A-7E 轟炸 Hai Duong bridge

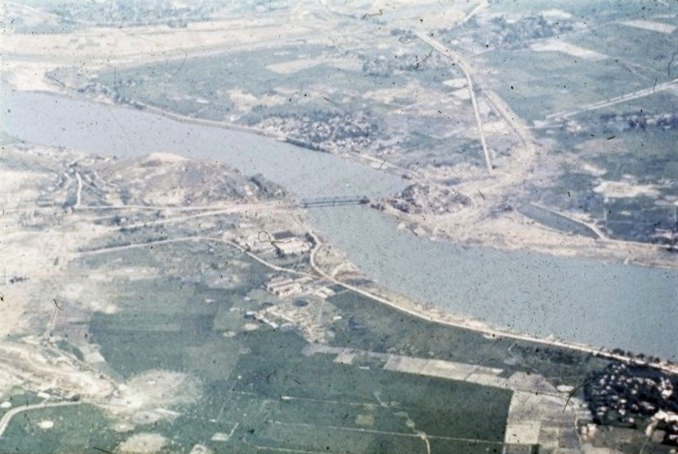
1972年，轟炸前的清化大橋

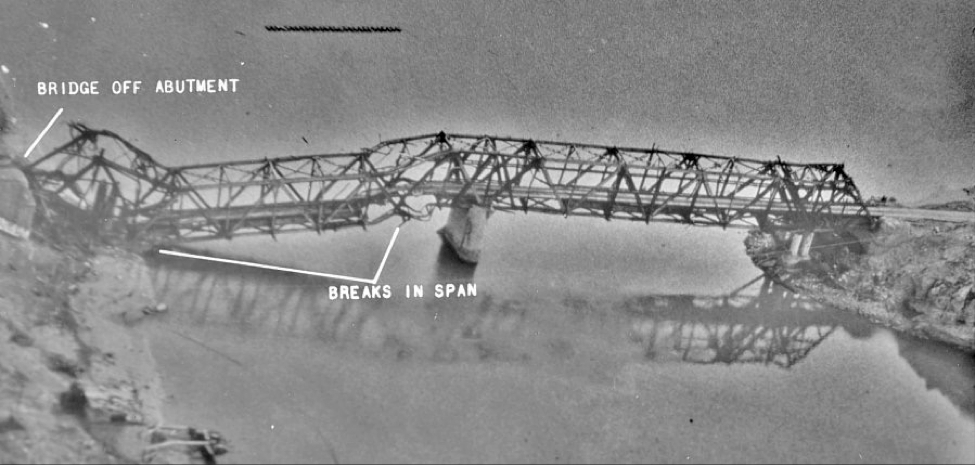
1972年，被轟炸後的清化大橋

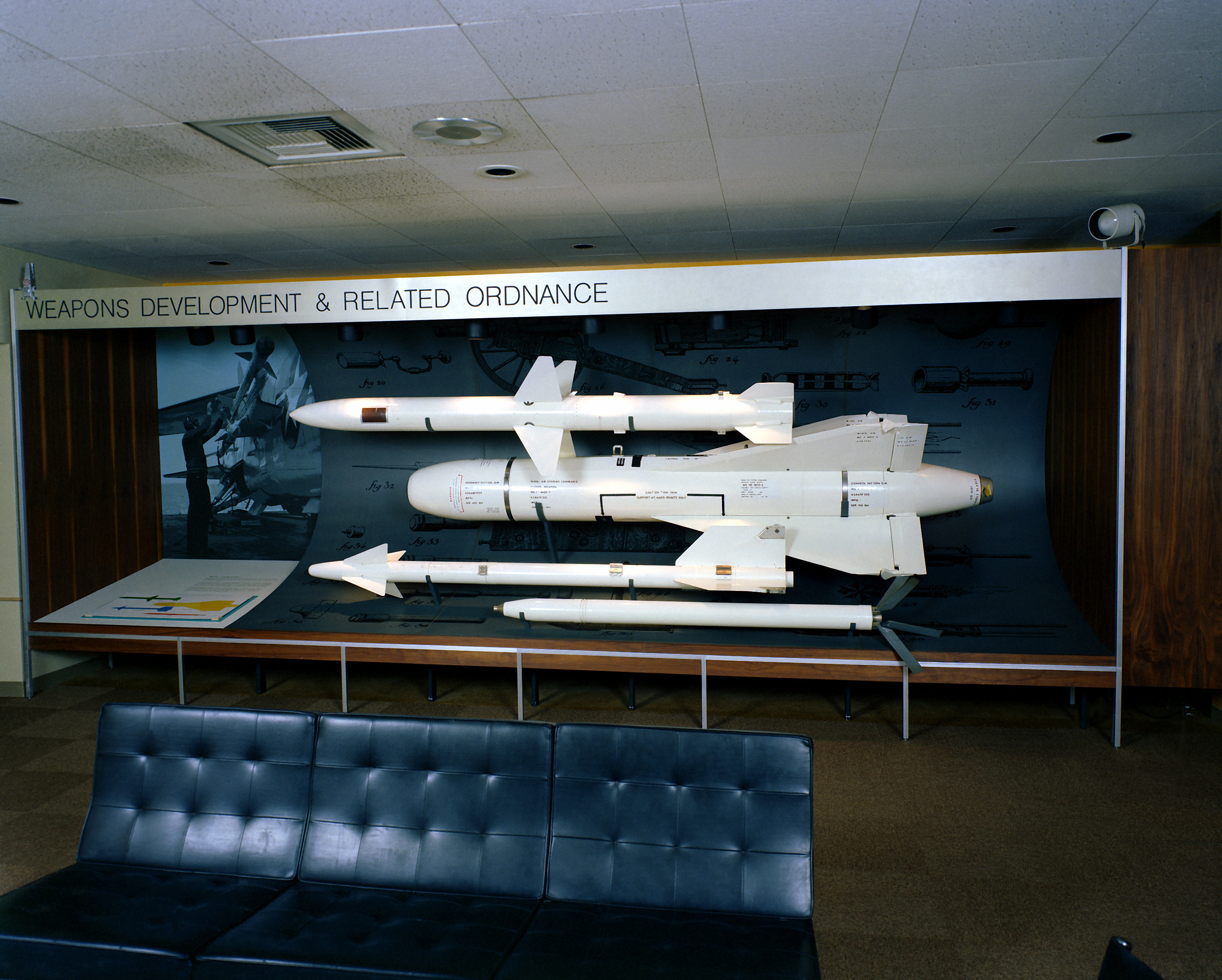
陳列展示櫃，上為AGM-45百舌鳥，次為「鼓眼魚 I」，再次是AIM-9響尾蛇，最下是祖尼火箭彈

1967年，美國海軍已經在滾雷行動中使用「鼓眼魚」，並取得戰績。1967年5月19日，北越領袖胡志明77歲生日，來自美國海軍好人理查號航空母艦戰機用「鼓眼魚」炸彈精準命中河內市發電廠。兩天後，美國海軍再次用「鼓眼魚」攻擊該發電廠，摧毀河內市主要供電設備。雖然發電廠等目標被證明很容易被「鼓眼魚」摧毀，但對河內市南部的清化大橋攻擊行動，凸顯出1,100磅重的「鼓眼魚」未能摧毀具有堅固結構橋墩和橋面等堅固目標的缺點。1968年至1972年間，美國停止對北越的轟炸，使北越得以修復包括清化大橋在內的基礎設施。在這期間，為應對炸彈威力不足以摧毀橋墩，海軍中國湖武器測試中心開發出用2000磅重的Mk 84 通用炸彈為彈頭，安裝增程型數據鏈路昇級版，可以從83公里遠的發射點命中目標，命名為「Walleye II」或「Fat Albert」（胖子阿爾伯特，卡通人物綽號 ）。
1972年，為反擊北越在3月30日發起的復活節攻勢，理查·尼克森總統命令實施線衛行動計畫，攻擊河內市和海防市的重要目標，對北越施加壓力減緩對南越攻勢。4月27日， 從泰國烏汶基地起飛的美國空軍第八戰術戰鬥機聯隊八架F-4戰鬥機（其中兩架攜帶2,000磅雷射導引炸彈，兩架攜帶Walleye II）攻擊清化大橋，因清化大橋上空的雲層遮蔽目標，讓雷射瞄準標定器不能提供照射，妨礙雷射導引炸彈投彈。但其中五枚Walleye II，對橋造成嚴重損壞，橋面鋼樑掉落河中但未能摧毀橋墩。5月13日，空軍用3,000和2,000磅的雷射導引炸彈摧毀大橋鋼樑、橋墩。北越很快修復這座橋，迫使海軍和空軍對目標再執行13次轟炸任務。在10月23日，美國海軍第82攻擊機中隊和第86攻擊機中隊的四架A-7C海盜式攻擊機，用Walleye II搭配Mk 84自由落體式炸彈再次完成任務。此後，清化大橋被視為永久毀壞並從目標名單中刪除。

### 波斯灣戰爭
美國海軍在波斯灣戰爭期間繼續使用「鼓眼魚」但是戰績不理想，主要原因是沙漠沙塵飛揚不易辨識目標和美軍為防範伊拉克防空火砲威脅多在夜間實施轟炸。戰爭結束後不久，「鼓眼魚」連同主要發射平台A-7 海盜式攻擊機一起退役。

## 整體性能
雖然在越戰期間使用的精確導引彈藥中「鼓眼魚」的使用量不到6%，但其在天氣良好、能見度高的情況下效果出色。相較同時代服役的Paveway系列雷射導引炸彈，攜帶雷射導引炸彈的戰機需掛載雷射瞄準標定器僚機支援，需要更接近目標且持續瞄準標定目標，容易遭受敵防空武器猛烈攻擊，命中率也易受天氣影響。以當時科技能力而言，雷射導引系統較「鼓眼魚」的電視攝影機影像導引系統複雜且造價較高。鼓眼魚服役期間主要有不能執行夜間轟炸任務、目標區能見度高低影響投射命中率、彈頭威力大小無法應任務需求調整等缺點。它的彈體氣動結構為四片三角翼結合圓柱形彈體，要更換成1000和2000磅炸彈以外彈頭，彈體結構要大幅修改。新式改良套件要做出兩種規格搭配現有兩種彈體，增加操作費用，美軍提出模組化組件概念後，逐漸退出美軍武器清單。

## 衍生型號
所有的「鼓眼魚」依彈頭炸藥裝藥重量，數據鏈路組件、電視攝影機尋標器、無線電頻譜組件、滑翔飛行控制組件的差異（美軍將掛載重量約1,100磅的命名為Walleye I，重量約2,000磅的命名為Walleye II），在服役期間約有幾十種衍生型號，以下簡單說明編號命名的意義。

### Walleye I
- Walleye I：裝有374公斤的成形裝藥炸藥彈頭，總重約在500公斤（1,100磅），射程為30公里。
- Walleye I Trainer：Trainer 表示訓練用，Walleye I移除彈頭，另加配重物。
- Walleye I ER：ER表示增程型，射程45公里。
- Walleye I ERDL：Walleye I ER安裝增程型数据链路(Extended Range Data Link) 。
- Walleye I ERDL/DPSK：「DPSK」表示安裝升級版數據鏈路。

### Walleye II
- Walleye II：裝有900公斤的成形裝藥炸藥彈頭，總重約在1,060公斤。
- Walleye II Trainer：訓練用，Walleye II移除彈頭，另加配重物。
- Walleye II ER：ER表示增程型，射程45公里。
- Walleye II ERDL：Walleye II ER安裝增程型數據鏈路。
- Walleye II ERDL / DPSK：「 DPSK」表示升級版數據鏈路。

### Guided Weapon Mk 6
美軍在1961年推出輕型核武專案，希望使核彈輕量化能增加投射載具種類，讓小型火箭載具（空對空、空對地飛彈）、攻擊機（A-5攻擊機）、輕型轟炸機（B-66 毀滅者轟炸機）、非導引炸彈等能配置核彈增加武器使用彈性。非導引核武炸彈項目成果是B-61戰術核子彈，該武器外型採用Mk 80系列炸彈的低阻力鋼製流線型外殼設計，體積重量規格接近Mk-84。美軍當時想提高投擲非導引核武炸彈平台的生存率，希望能從現有武器修改，降低生產成本。Walleye II 使用Mk-84成型裝藥戰鬥部為彈頭，若改裝戰術核子彈彈頭相容性高，操作成本較低，因此規劃「Guided Weapon Mk 6」電視影像導引核武炸彈方案，以Walleye II Mk 5 Mod 4 規格為主體，改用W-72型戰術核彈（威力約為600公噸黃色炸藥）來降低生產成本。本方案進入設計論證時，美國國防部更青睞於用飛彈來投送核武器，因此「Guided Weapon Mk 6」方案胎死腹中，官方未曾發佈技術規格圖片和試製品，據現有已知資料推估外型規格和Walleye II Mk 5 Mod 4 規格相近。

## 技術規格

### Walleye I Mk 1 Mod 0
- 全長：3.45公尺
- 翼展：1.15公尺
- 彈徑：0.318公尺
- 重量：510公斤
- 射程：30公里
- 彈頭：成形裝藥炸藥 374公斤

### Walleye II Mk 5 Mod 4
- 全長：4.04公尺
- 翼展：1.30公尺
- 彈徑：0.457公尺
- 重量：1,060公斤
- 射程：45公里
- 彈頭：900公斤的成形裝藥炸藥

## 備註
1. ↑  攝影機構造可參考https://www.flickr.com/photos/biomckill/4176183174，攝於中途島航艦博物館展示的A-4攻擊機
2. ↑  YouTube：《The Pursuit of Precision. AGM-62 Walleye The TV-Guided Glide Bomb》，介紹AGM-62 鼓眼魚滑翔炸彈發展歷史，片長1:48:02
3. ↑  YouTube：《DCS: F/A-18C Hornet - AGM-62 ER/DL Walleye II》1:57起 氣流渦輪發電機運作情節
4. ↑  YouTube：《DCS F/A-18C 電視導彈 AGM-62 Walleye 簡易示範》介紹瞄準投彈準備與過程
5. ↑  美國海軍藍天使特技飛行隊有一架暱稱為「 Fat Albert 」的C-130J運輸機
6. ↑  該型號彈頭從AIM-26A空對空飛彈退役後回收的W-54型戰術核彈彈頭經過處理修改成為W-72型戰術核彈

## 外部連結
- Designation Systems （页面存档备份，存于）
- Globalsecurity.com （页面存档备份，存于） detailed account of the Walleye bomb with photos and specifications
- （英文）—The Pursuit of Precision. AGM-62 Walleye The TV-Guided Glide Bomb （页面存档备份，存于）